# Sandy Eisenberg Sasso
Sandy Eisenberg Sasso  (1947, Philadelphie -) est la troisième femme ordonnée rabbin dans le monde, après les Rabbis Regina Jonas et Sally Priesand.
Rabbi Eisenberg Sasso appartient au mouvement du Judaïsme reconstructionniste. Elle est la première femme rabbin à être ordonnée dans cette branche du judaïsme. Paula Ackerman aussi du Judaïsme reconstructionniste a exercé les fonctions de rabbin dans les années 1950 et 1960, mais sans avoir jamais été ordonnée.

## Premières années
Sandy Eisenberg  est née en 1947 à Philadelphie, en Pennsylvanie aux États-Unis. Dans son enfance, elle est très impliquée avec sa famille dans la Philadelphia Reform congregation. À 16 ans, Eisenberg commence à envisager de faire des études dans le rabbinat, même si elle sait que ce rôle n'est pas ouvert aux femmes. Ses parents la supportent dans sa démarche.

## Collège rabbinique
À l'automne 1969, Eisenberg s'inscrit au Collège reconstructionniste rabbinique,. Alors toujours étudiante au Collège rabbinique, elle épouse un compagnon d'étude, Dennis Sasso: Ils deviendront par la suite le premier couple rabbinique dans l'histoire milléraire du Judaïsme.

## Ordination
Le 19 mai 1974, Eisenberg Sasso est ordonnée rabbin par le Collège rabbinique reconstructionniste de Philadelphie,.

## Vie rabbinique
Après son ordination, Rabbi Eisenberg Sasso travaille comme rabbin à la synagogue de la Manhattan Congrégation Reconstructionnist à New York. Elle devient la première femme rabbin à devenir maman lorsque son fils David nait le 22 juin 1976 et de nouveau avec la naissance de sa fille, Debora en 1979.
En 1977, elle est nommée rabbin à la Congrégation Beth El Zedeck à Indianapolis,, rendant ainsi les Eisenberg-Sasso le premier couple mariée à servir dans la même congrégation,.
Durant toutes ses années, Eisenberg Sasso est très active dans la littérature pour les enfants. Elle est l'auteur de onze livres pour enfants, ainsi que d'une chronique mensuelle sur la religion et la spiritualité pour les enfants dans le quotidien Indianapolis Star.

## Écrits du Rabbi Eisenberg Sasso

### Ses livres pour enfants
- (en)God's Paintbrush, illustrée par Annette C. Compton, Jewish Lights Publishing (Woodstock, VT), 1992.
- (en)In God's Name, illustrée par Phoebe Stone, Jewish Lights Publishing (Woodstock, Vermont), 1994.
- (en)But God Remembered: Stories of Women from Creation to the Promised Land, Jewish Lights Publishing (Woodstock, Vermont), 1995.
- (en)A Prayer for the Earth: The Story of Naamah, Noah's Wife, illustrée par Bethanne Andersen, Jewish Lights Publishing (Woodstock, Vermont), 1996.
- (en)God in Between, illustrée par Sally Sweetland, Jewish Lights Publishing (Woodstock, Vermont), 1998.
- (en)For Heaven's Sake, illustrée par Kathryn Kunz Finney, Jewish Lights Publishing (Woodstock, Vermont), 1999.
- (en)God's Paintbrush Celebration Kit, Jewish Lights Publishing (Woodstock, Vermont), 1999.
- What Is God's Name?, Jewish Lights Publishing (Woodstock, Vermont), 1999.
- (en)God Said Amen, Jewish Lights Publishing (Woodstock, Vermont), 2000.
- (en)Cain and Abel: Finding the Fruits of Peace, illustrated by Joani Keller Rothenberg, Jewish Lights Publishing (Woodstock, Vermont), 2001.
- (en)Noah's Wife: The Story of Naamah, illustrée par  Bethanne Andersen, Jewish Lights Publishing (Woodstock, Vermont), 2002.
- (en) Adam and Eve's First Sunset: God's New Day, illustrée par Joani Keller Rothenberg, Jewish Lights Publishing (Woodstock, Vermont), 2003.
- (en) Abuelita's Secret Matzahs, Emmis Books (Cincinnati), 2005.
- (en)Butterflies under Our Hats, Paraclete Press (Orleans), 2006.

### Autres écrits
- (en)Call Them Builders: A Resource Booklet about Jewish Attitudes and Practices on Birth and Family Life, Reconstructionist Federation of Congregations and Havurot (New York), 1977.
- (en)Putting God on the Guest List: How to Reclaim the Spiritual Meaning of Your Child's Bar or Bat Mitzvah, Jewish Lights Publishing (Woodstock, Vermont), 1992.
- (en)The Voices of Children, Codirection avec Siddur Kol HaNoar, Reconstructionist Press, 2005.
- (en)God's Echo – Exploring Scripture with Midrash Paraclete Press (Orleans) 2010.

## Distinctions
Rabbi Eisenberg Sasso a été honoré à plusieurs occasions au cours de sa carrière,:
- Doctorat Honorifique en Sciences humaines, Université DePauw , 1986
- Prix spécial du mérite, remis par le Vermont Book Publishers en 1992, pour le livre God's Paintbrush.
- Finaliste Distinction 1994 pour le meilleur livre pour enfants aux États-Unis, ceci pour le livre In God's Name.
- Meilleur livre religieux de l'année 1995, remis par Publishers Weekly pour le livre But God Remembered: Stories of Women from Creation to the Promised Land.
- Meilleur livre religieux de l'année 1996, remis par Publishers Weekly, pour le livre A Prayer for the Earth.
- Prix de l'attribution Wabash du Gouverneur de l'État d'Indiana, 1995
- Nommé parmi les femmes d'influence dans l'État d'Indiana par le Indianapolis Business Journal, en 1997
- Honorable DHL par la Butler University d'Indianapolis, 1999
- Doctorat honorifique en théologie, Collège rabbinique reconstructioniste, 1999
- Docteur honoris causa du Christian Theological Seminary, 2000
- Titulaire du prix Helen Ott Keating pour sa contribution exceptionnelle à la littérature pour enfants, 2004.